# Оклахома
Оклахома (на английски: Oklahoma; на черокски: Asgaya gigageyi / ᎠᏍᎦᏯ ᎩᎦᎨᏱ) е щат в САЩ, чийто пощенски код е OK, а столицата се казва Оклахома Сити. Оклахома е с население от 3 930 864 жители (2017). Оклахома е с обща площ от 181 031 km², от които 177 832 km² суша и 3199 km² вода (1,77%).

## География
Оклахома граничи на изток с Арканзас и Мисури, на север с Канзас, на северозапад с Колорадо, най-назапад с Ню Мексико, а на юг и близкия запад с Тексас.
Оклахома е мястото на земята, попадащо най-често под унищожителните действия на природното бедствие – торнадо. През май 2003 г. на територията на щата са наблюдавани около 800 – 1000 торнадо, като 400 от тях достигат земята.

## Окръзи
Оклахома се състои от 77 окръга:
1. Адеър
2. Алфалфа
3. Атока
4. Бекъм
5. Бийвър
6. Блейн
7. Брайън
8. Уошингтън
9. Гарвин
10. Гарфийлд
11. Грант
12. Грейди
13. Гриър
14. Делауеър
15. Джаксън
16. Джеферсън
17. Джонстън
18. Дюи
19. Елис
20. Кадоу
21. Кайоуа
22. Картър
23. Кей
24. Кингфишър
25. Кливланд
26. Команчи
27. Котън
28. Коул
29. Крейг
30. Крийк
31. Кънейдиън
32. Къстър
33. Лав
34. Латимър
35. Ле Флор
36. Линкълн
37. Логан
38. Макклейн
39. Маккъртън
40. Макинтош
41. Маршал
42. Мейджър
43. Мейс
44. Мъри
45. Мъскоги
46. Нобъл
47. Ноуата
48. Оклахома
49. Окфъски
50. Отава
51. Окмълги
52. Осейдж
53. Пейн
54. Питсбърг
55. Поуни
56. Понтоток
57. Потауатоми
58. Пушматаха
59. Роджър Милс
60. Роджърс
61. Секуоя
62. Семинол
63. Симърон
64. Стивънс
65. Тексас
66. Тилман
67. Тълса
68. Уагонър
69. Удуърд
70. Удс
71. Уошита
72. Хармън
73. Харпър
74. Хаскъл
75. Хюз
76. Чероки
77. Чокто